# Campionati del mondo d'illusionismo
I campionati del mondo di Magia (spesso abbreviati con WCM ovvero World Championship of Magic) hanno cadenza triennale (tra il 1948 e il 1952 si sono svolti con cadenza annuale) e sono organizzati dalla "Fédération Internationale des Sociétés Magiques" o, più brevemente, "FISM" in cooperazione con i club magici del Paese che ospita l'evento. La prima edizione si è svolta nel 1948 a Losanna, da allora si sono svolte 25 edizioni . Nel 2015 il Campionato si è svolto in Italia, a Rimini ed è stato organizzato da Masters of Magic. Nel 2025 dal 14 al 19 luglio il Campionato si terrà a Torino organizzato nuovamente da Masters of Magic e portando diverse novità per la FISM come le due nuove categorie in dimostrazione: Street Magic e Online Magic.

## Categorie e Premi
Le esibizioni del Campionato del Mondo di magia sono suddivise nelle seguenti categorie:
Categorie da scena (Stage Magic):
- Manipolazione (Manipulation): Routine da scena basata interamente o in buona parte sulla destrezza di mano;
- Magia generale (General Magic): Routine comprendente, nella maggior parte dei casi, un misto di diverse categorie. Anche alcune performance basate su moderna tecnologia possono essere inserite in questa categoria;
- Magia da scena (Stage Illusions): Routine che utilizza materiale da scena di grandi dimensioni (anche se questo non è visibile al pubblico). Spesso sono impiegate anche persone o/e animali;
- Magia comica (Comedy Magic): Performance nella quale lo scopo principale è quello di far ridere il pubblico. Può essere basata su una qualsiasi delle menzionate categorie;
- Mentalismo o Magia mentale (Mental Magic): Branca della magia comprendente dimostrazioni di apparenti straordinari o innaturali poteri mentali.

Categorie di close-up (Close-up Magic):
- Cartomagia (Card Magic): La routine basata esclusivamente su effetti con carte da gioco;
- Micromagia o Close up (Micro Magic): Anche se non sono escluse le carte da gioco la routine è di natura più generica;
- Parlour Magic (Parlour Magic): Una performance a metà strada tra il close up e la magia da scena, fatta per essere eseguita davanti a un piccolo gruppo di persone in una stanza di dimensioni moderate.

Per ogni categoria viene assegnato un primo, un secondo ed un terzo premio in base ai punteggi dati dai giudici. 
Spetta alla giuria assegnare anche i seguenti riconoscimenti:
- Grand Prix for Stage Magic: Verrà assegnato questo titolo al prestigiatore di una delle categorie di magia da scena con il punteggio più alto rispetto a tutti gli altri;
- Grand Prix for Close-up: Verrà assegnato questo titolo al prestigiatore di una delle categorie di close-up con il punteggio più alto rispetto a tutti gli altri;
- Invention: Premi che possono essere assegnati sia nel close-up che nella scena ai prestigiatori con le migliori performance di propria creazione;
- Most Original Stage Act: Premio alla performance più originale di una qualunque categoria di magia da scena ;
- Most Original Close-Up Act: Premio alla performance più originale di una qualunque categoria di close-up.

## Edizioni
| Anno | Edizione | Città       | Paese       |
| ---- | -------- | ----------- | ----------- |
| 1948 | I        | Losanna     | Svizzera    |
| 1949 | II       | Amsterdam   | Paesi Bassi |
| 1950 | III      | Barcellona  | Spagna      |
| 1951 | IV       | Parigi      | Francia     |
| 1952 | V        | Ginevra     | Svizzera    |
| 1955 | VI       | Amsterdam   | Paesi Bassi |
| 1958 | VII      | Vienna      | Austria     |
| 1961 | VIII     | Liegi       | Belgio      |
| 1964 | IX       | Barcellona  | Spagna      |
| 1967 | X        | Baden-Baden | Germania    |
| 1970 | XI       | Amsterdam   | Paesi Bassi |
| 1973 | XII      | Parigi      | Francia     |
| 1976 | XIII     | Vienna      | Austria     |
| 1979 | XIV      | Bruxelles   | Belgio      |
| 1982 | XV       | Losanna     | Svizzera    |
| 1985 | XVI      | Madrid      | Spagna      |
| 1988 | XVII     | L'Aia       | Paesi Bassi |
| 1991 | XVIII    | Losanna     | Svizzera    |
| 1994 | XIX      | Yokohama    | Giappone    |
| 1997 | XX       | Dresda      | Germania    |
| 2000 | XXI      | Lisbona     | Portogallo  |
| 2003 | XXII     | L'Aia       | Paesi Bassi |
| 2006 | XXIII    | Stoccolma   | Svezia      |
| 2009 | XXIV     | Pechino     | Cina        |
| 2012 | XXV      | Blackpool   | Inghilterra |
| 2015 | XXVI     | Rimini      | Italia      |
| 2018 | XXVII    | Busan       |             |
| 2022 | XXVIII   | Quebec      |             |
| 2025 | XXIX     | Torino      | Italia      |